# Comunidad de comunas Charlieu-Belmont Comunidad
La Comunidad de comunas Charlieu-Belmont Comunidad (Communauté de communes Charlieu-Belmont Communauté en francés), es una estructura intercomunal francesa situada en el departamento francés de Loira de la región de Ródano-Alpes.

## Historia
Fue creada el 11 de diciembre de 2012, con el nombre de Comunidad de comunas del País de Charlieu Belmont (Communauté de comunes du pays de Charlieu Belmont, en francés), siendo su puesta en marcha efectiva el 1 de enero de 2013, con la unión de las comunidades de comunas de Belmont-de-la-Loire y del País de Charlieu, siendo sus comunas, las catorce comunas del antiguo cantón de Charlieu, las nueve del antiguo cantón de Belmont-de-la-Loire y dos de las cuatro comunas del antiguo cantón de Roanne-Norte y que actualmente forman parte del nuevo cantón de Charlieu.
El 25 de octubre de 2013 cambió su denominación por la actual.

## Nombre
Debe su nombre a las comunas de Charlieu y Belmont-de-la-Loire.

## Composición
La Comunidad de comunas reagrupa 25 comunas:
| Comuna                      | Código INSEE | Región   | Población (2012) | Superficie (km²) | Densidad (hab./km²) |
| --------------------------- | ------------ | -------- | ---------------- | ---------------- | ------------------- |
| Arcinges                    | 42007        | Charlieu | 203              | 3.44             | 59                  |
| Belleroche                  | 42014        | Charlieu | 277              | 13.93            | 20                  |
| Belmont-de-la-Loire         | 42015        | Charlieu | 1595             | 23.71            | 67                  |
| Boyer                       | 42025        | Charlieu | 227              | 5.18             | 44                  |
| Briennon                    | 42026        | Charlieu | 1776             | 23.84            | 75                  |
| Chandon                     | 42048        | Charlieu | 1478             | 12.38            | 119                 |
| Charlieu                    | 42052        | Charlieu | 3840             | 6.70             | 57                  |
| Cuinzier                    | 42079        | Charlieu | 694              | 5.62             | 124                 |
| Écoche                      | 42086        | Charlieu | 566              | 11.70            | 48                  |
| Jarnosse                    | 42112        | Charlieu | 435              | 11.88            | 37                  |
| La Bénisson-Dieu            | 42016        | Charlieu | 450              | 11.12            | 41                  |
| La Gresle                   | 42104        | Charlieu | 816              | 14.75            | 55                  |
| Le Cergne                   | 42033        | Charlieu | 725              | 5.93             | 122                 |
| Maizilly                    | 42131        | Charlieu | 352              | 5.12             | 69                  |
| Mars                        | 42141        | Charlieu | 583              | 12.03            | 49                  |
| Nandax                      | 42152        | Charlieu | 842              | 8.03             | 105                 |
| Pouilly-sous-Charlieu       | 42177        | Charlieu | 2598             | 15.99            | 163                 |
| Saint-Denis-de-Cabanne      | 42215        | Charlieu | 1321             | 7.65             | 173                 |
| Saint-Germain-la-Montagne   | 42229        | Charlieu | 243              | 12.54            | 19                  |
| Saint-Hilaire-sous-Charlieu | 42236        | Charlieu | 571              | 13.51            | 42                  |
| Saint-Nizier-sous-Charlieu  | 42267        | Charlieu | 1736             | 12.83            | 135                 |
| Saint-Pierre-la-Noaille     | 42273        | Charlieu | 376              | 7.21             | 52                  |
| Sevelinges                  | 42300        | Charlieu | 679              | 8.19             | 83                  |
| Villers                     | 42333        | Charlieu | 587              | 5.73             | 103                 |
| Vougy                       | 42338        | Charlieu | 1477             | 20.90            | 71                  |

## Competencias
La comunidad es un organismo público de cooperación intercomunal.
Sus recursos provienen del impuesto sobre los rendimientos del trabajo único, del sistema de contribuciones que se aplica a los residuos y asignaciones y subvenciones de diversos socios.
Sus competencias en general se centran en el desarrollo económico, medio ambiental, de empleo y los servicios comunitarios a los habitantes:
- Ordenación del Territorio
  - Plan de Coherencia Territorial (SCOT, en francés).
  - Plan Sectorial.
- Desarrollo y organización económica
  - Acción de desarrollo económico de las actividades industriales, comerciales o de empleo, (apoyo de las actividades agrícolas y forestales...).
  - Creación, organización, mantenimiento y gestión de zonas de actividades industriales, comerciales, terciario, artesanal o turístico.
- Desarrollo y organización social y cultural
  - Actividades culturales y socioculturales.
  - Actividades deportivas.
  - Construcción y/u organización, mantenimiento, gestión de equipamientos o establecimientos culturales, socioculturales, socioeducativos, deportivos…, etc.
  - Transporte escolar.
- Medio ambiente
  - Saneamiento no colectivo.
  - Recogida y tratamiento de los residuos urbanos y asimilados.
  - Protección y valorización del Medio Ambiente.
- Vivienda y hábitat
  - Programa local del hábitat.
- Servicio de vías públicas
  - Creación, organización y mantenimiento del servicio de vías públicas.
- Otros
  - Adquisición comunal de material.
  - Informática, Talleres vecinales.